# Pałac Arnolda Stillera
Pałac Arnolda Stillera – zabytkowy łódzki pałac położony przy ul. Stefana Jaracza 45.

## Historia
Pałac wybudowano w latach 1891–1893 dla łódzkiego przedsiębiorcy, Arnolda Stillera. Teren przy ówczesnej ulicy Cegielnianej 75 (obecnie ul. Stefana Jaracza 45) znajdował się naprzeciwko zakładów wyrobów wełnianych Stillera i Juliusza Bielszowskiego. Projekt architektoniczny budynku nawiązywał do francuskiego i włoskiego neorenesansu. Na zachowanej kopii projektu figuruje podpis Hilarego Majewskiego, jednak jego autorstwo jest dyskusyjne. Krzysztof Stefański pisze tak na ten temat: architektura obiektu zdecydowanie jednak przypomina dzieła berlińskiej spółki „Kayser & Groszheim” i być może w Berlinie należałoby doszukiwać się jego twórcy.
Poza budynkiem mieszkalnym powstały również stajnia, wozownia, domek ogrodnika oraz oranżeria. W latach 1899–1901 do pałacyku dodano południowe skrzydło, okrągłą klatkę schodową i wieżę. Autorem projektu rozbudowy, wprowadzającego elementy manieryzmu niderlandzkiego, był Dawid Lande. Dekoracja zaprojektowana przez Landego określana jest jako renesansowa z domieszką form gotyckich. Dochodzą także elementy secesyjne.
Od 1990 roku część piwnic zajmuje klub muzyczny „Bagdad Cafe”.